# Clermont-les-Fermes
 Clermont-les-Fermes  là một xã ở tỉnh Aisne, vùng Hauts-de-France thuộc miền bắc nước Pháp.